# Palacio El Badi
El Palacio El Badi de Marrakech fue edificado a finales del siglo XVI por el sultán Saadí Ahmed al-Mansur para celebrar la victoria sobre el ejército portugués en 1578 en la batalla conocida con el nombre de la Batalla de los Tres Reyes. Según los cronistas de la época era la maravilla del mundo musulmán. La construcción de este fastuoso palacio duró de 1578 a 1603 y se utilizaron los materiales más ricos para decorar las 360 habitaciones del complejo principesco. Hoy, no queda más que una inmensa explanada cava de jardines, plantada con naranjos y rodeada de altos muros. En efecto, en 1696, el sultán alauí Moulay Ismail tomó sus riquezas para construir la ciudad imperial de Meknes. Los planos de esta joya del arte islámico estuvo influenciado por los de la Alhambra de Granada.

## Historia

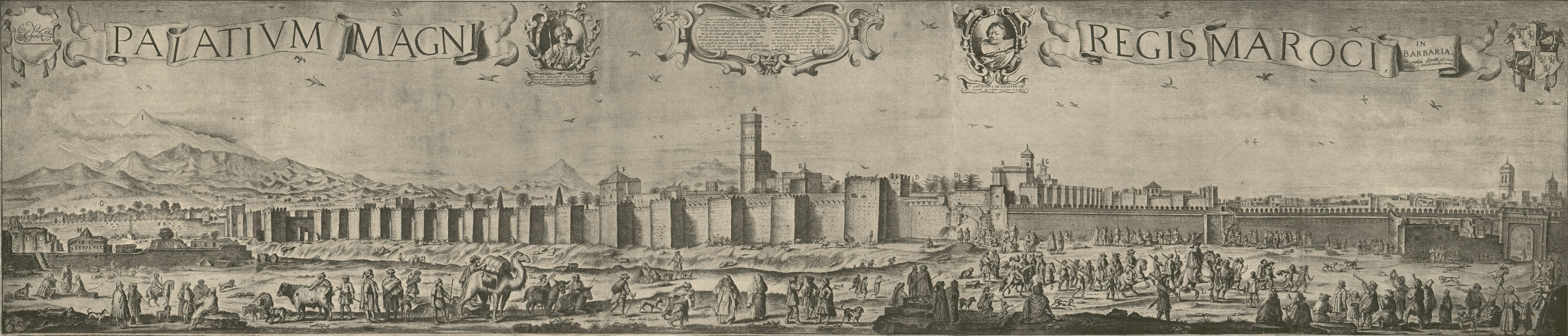
Vista del Palacio El Badi, por Adriaen Matham (1640)

El edificio fue erigido sobre la parte noreste de la Casbah, no lejos de los apartamentos privados del sultán saadien Ahmed al-Mansur Saadi. La construcción se llevó a cabo ente los años 1578 y 1594, aunque algunos trabajos se demoraron hasta 1603, año de la muerte del sultán. Símbolo de poder, el conjunto palatino representa el fasto en torno al soberano en tanto que sujeto de representación para embajadores y ministros reales. Considerado una joya del arte islámico, su construcción tiene claras huellas de la Alhambra de Granada. 
Hoy solo quedan restos de los que fue el palacio real. Hacia 1696 el sultán alauita Moulay Ismaïl ordenó su demolición. Gran parte de los materiales se reutilizaría en la reconstrucción de Meknès, ciudad que el soberano eligió como capital de su imperio en 1672.
En 1953, se iniciaron catas arqueológicas en el palacio. Aparecieron objetos y restos arquitectónicos y se pudo certificar la estructura primitiva del conjunto palatino. Los restos se pueden ver cada año con motivo del festival de folclore marroquí.

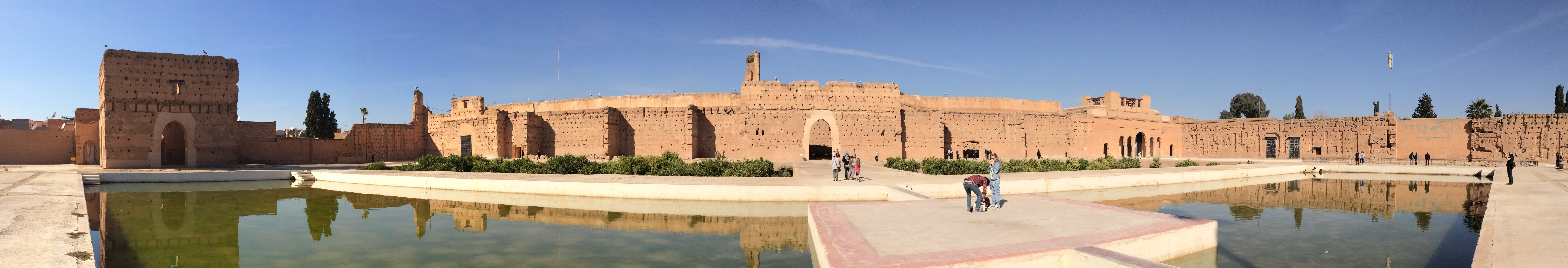
Vista panorámica del interior del palacio.

## Descripción
La puerta principal de acceso al palacio se encuentra al suroeste. Es la llamada puerta de "Bab Al-Rokham" (puerta du mármol). El recorrido está ordenado alrededor de un vasto rectángulo de 135 metros de largo por 110 metros de ancho. En el centro del rectángulo encontramos una pileta de 90m de largo por 20m de ancho. La pileta tiene a su vez una fuente monumental en su centro. Alrededor del gran patio central, en los laterales este y oeste, dos pabellones que se miran de frente: el "pavillon de cristal" y el "pavillon des audiences", con planta casi idéntica. En los extremos norte y sur, encontramos el "pavillon vert" y el llamado "héliotrope", que poseen dos galerías abiertas. El conjunto contiene 360 piezas.

## Galería

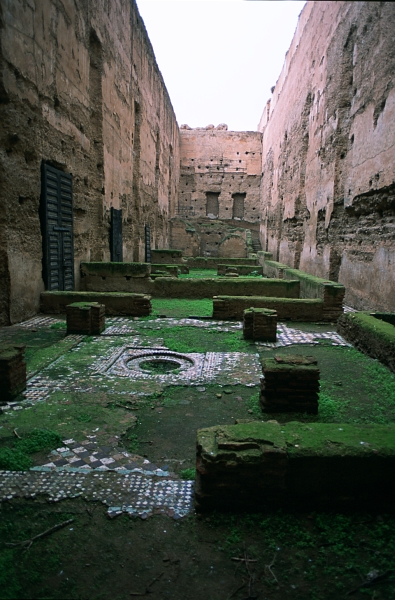
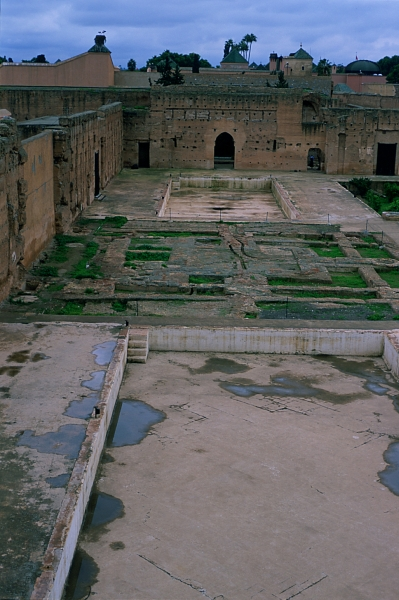
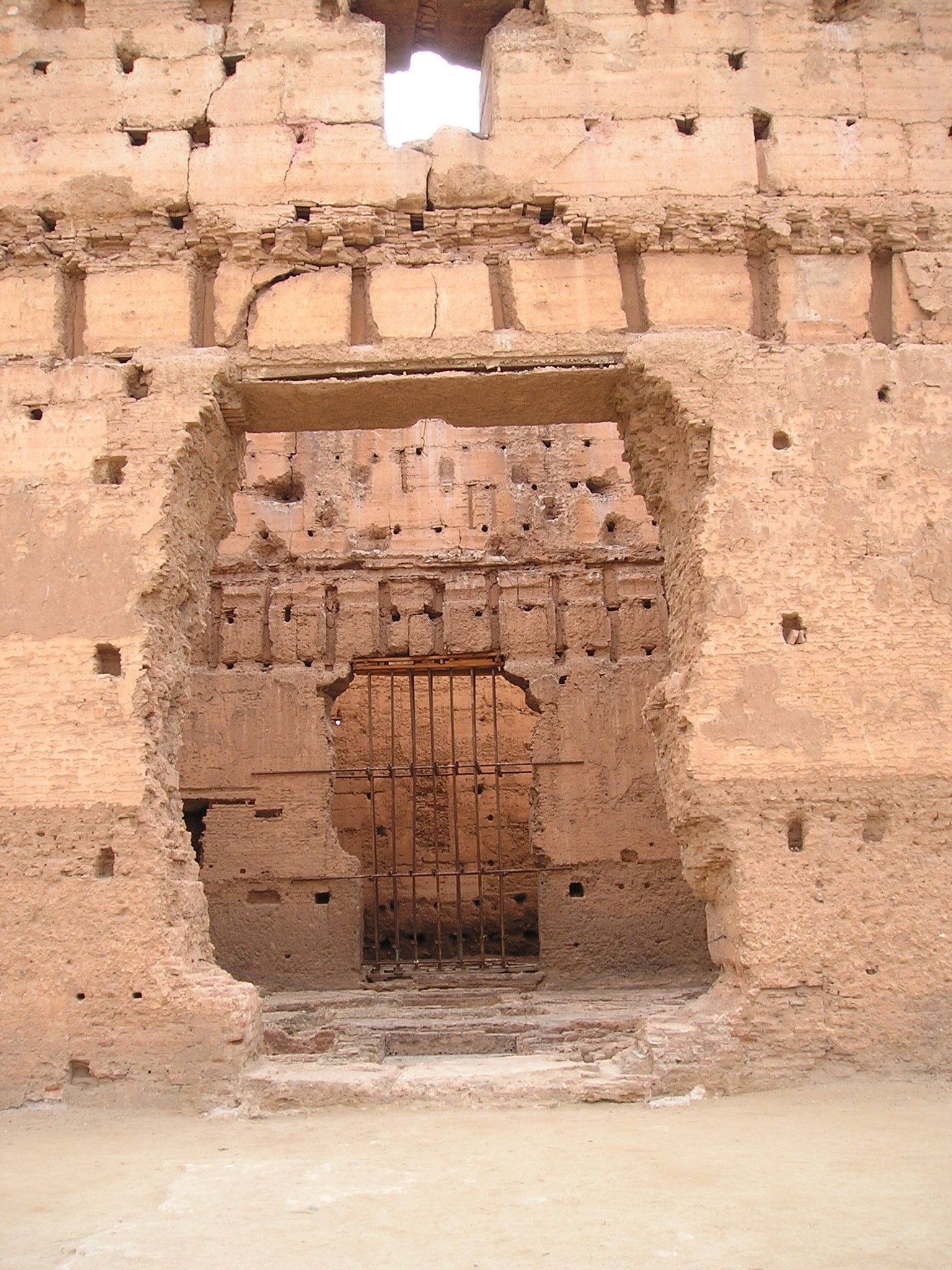
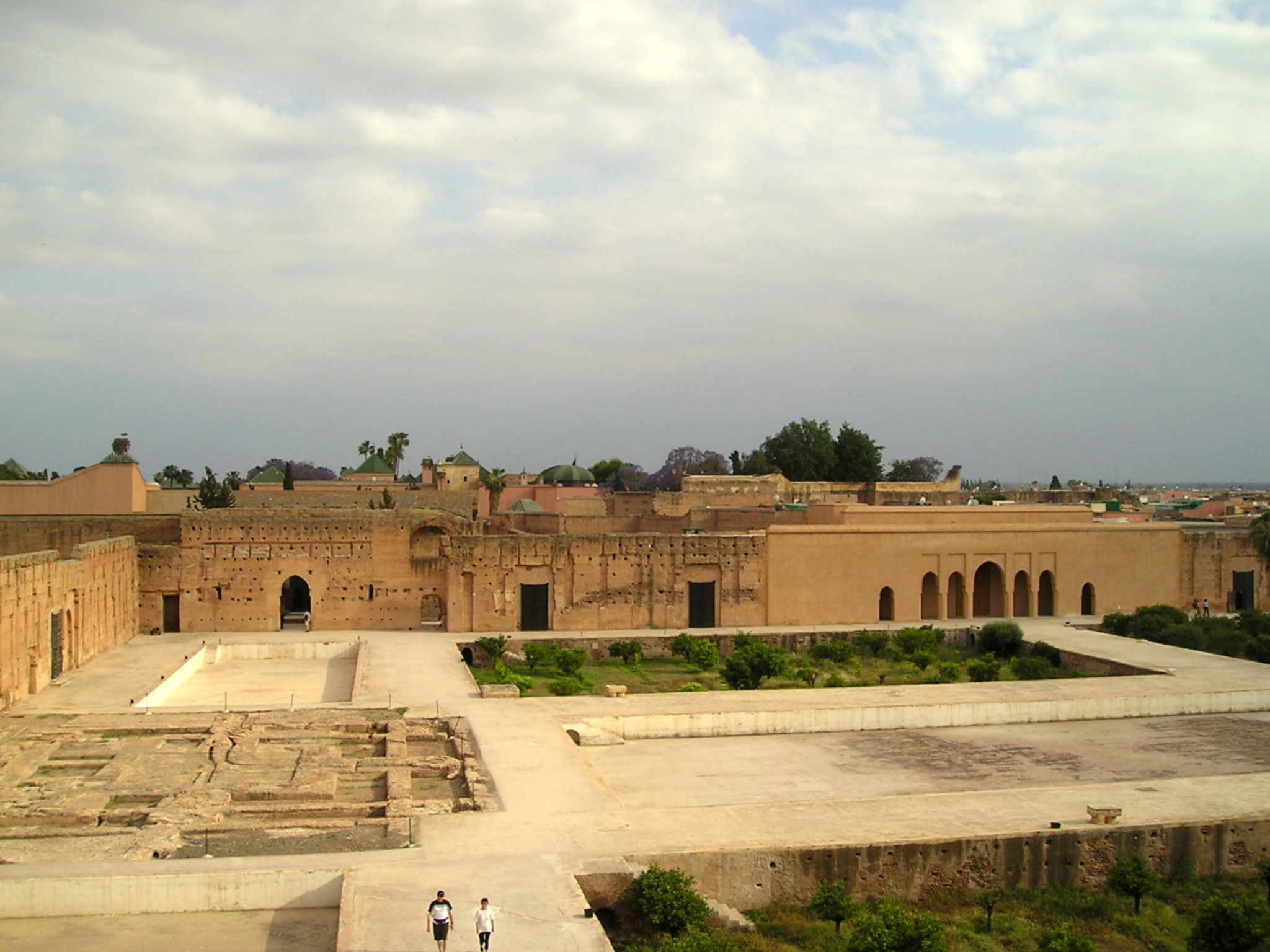
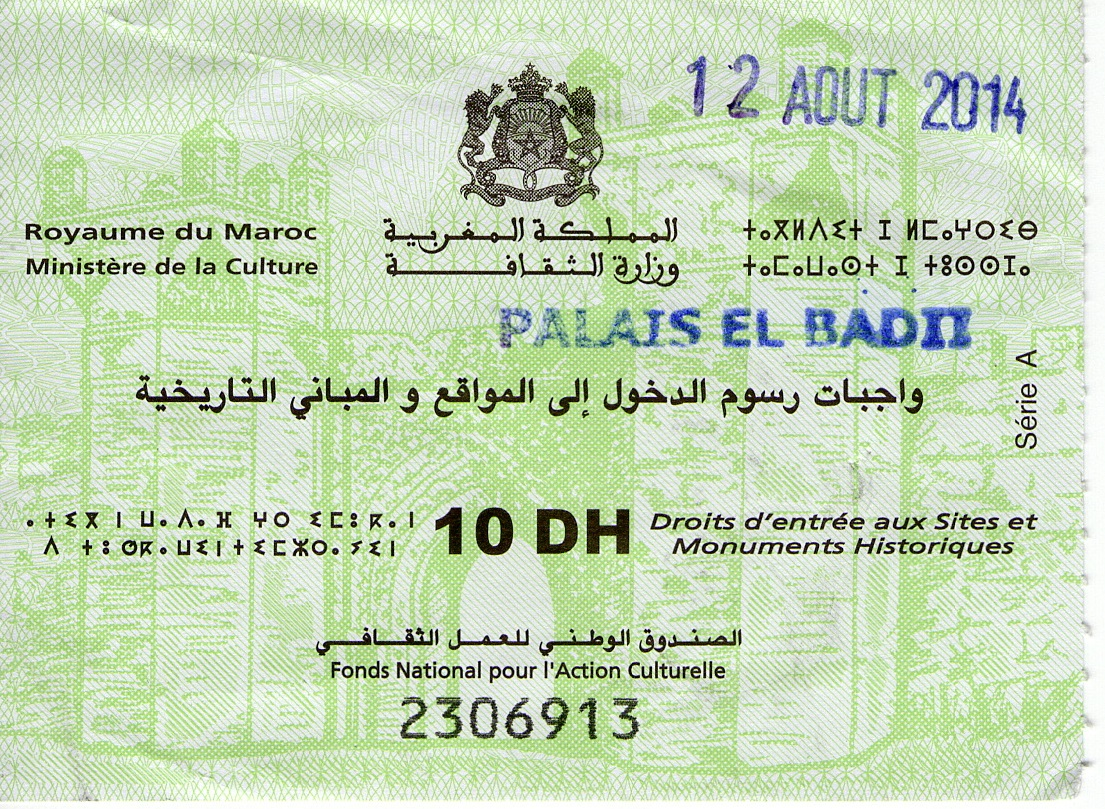
Ticket de entrada (agosto de 2014).